# Noc listopadowa (Teatr Telewizji)

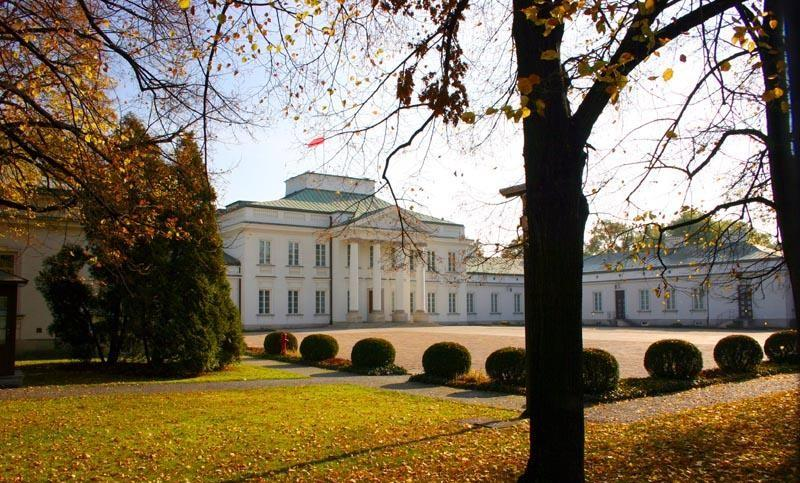
Plac przed Belwederem - jeden z plenerów spektaklu

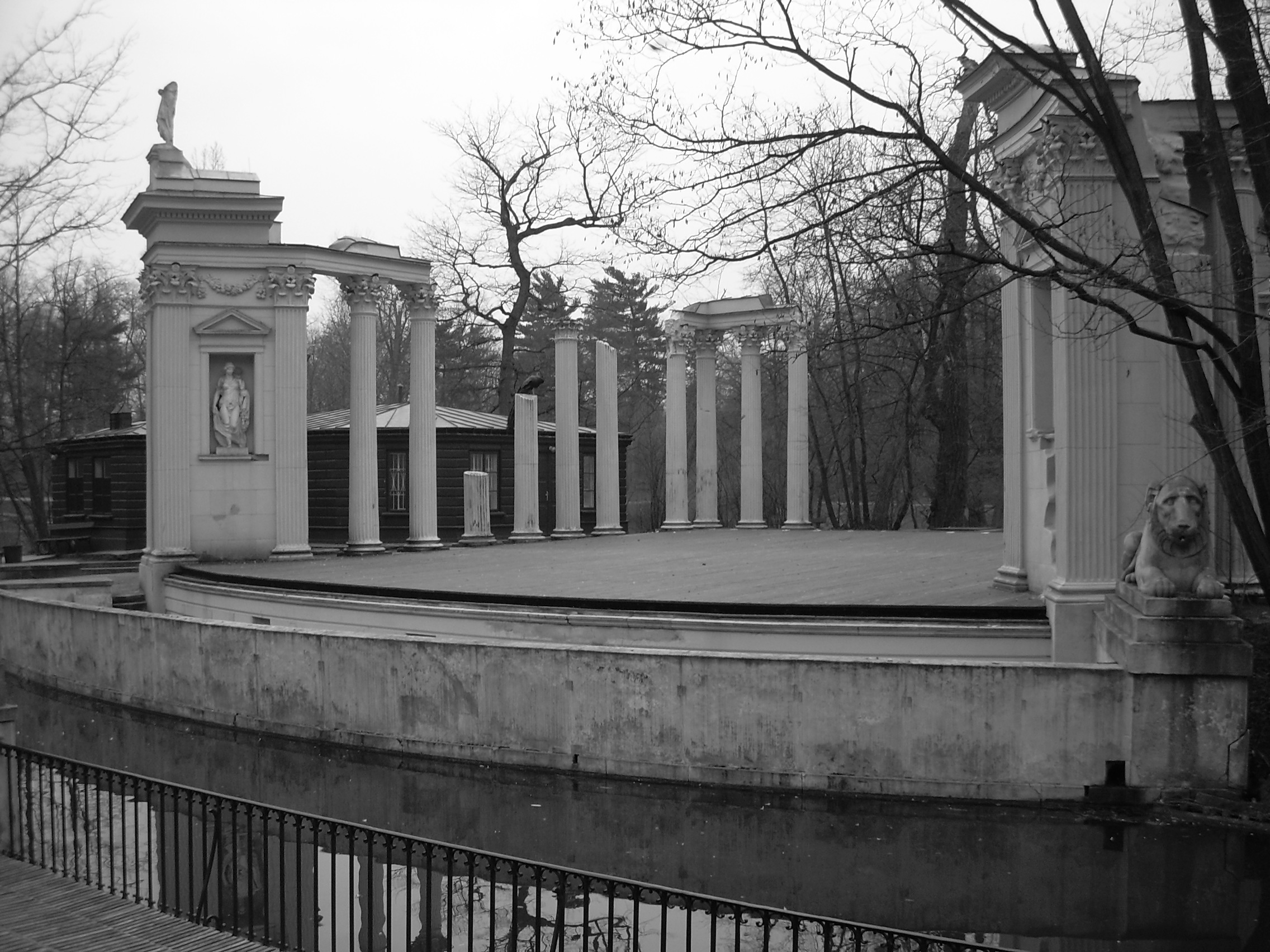
Amfiteatr w Parku Łazienkowskim, również wykorzystany w spektaklu

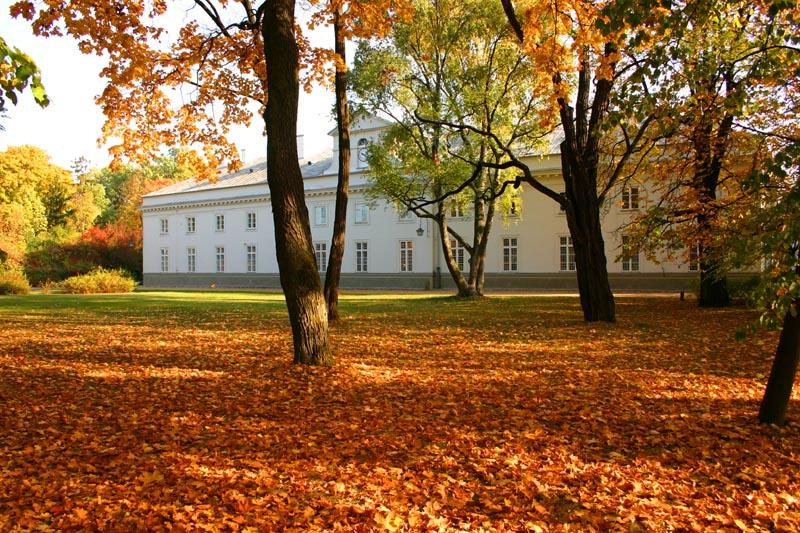
Budynek Podchorążówki - wnętrza wykorzystano jako plan filmowy spektaklu

Noc listopadowa – spektakl Teatru Telewizji w reżyserii Andrzeja Wajdy z 1978 roku, będący adaptacją dramatu Stanisława Wyspiańskiego o tym samym tytule.
Spektakl ten był telewizyjną wersją słynnego spektaklu Starego Teatru w Krakowie z roku 1974.

## Obsada aktorska
- Jan Nowicki (Wielki Książę, Ares),
- Teresa Budzisz-Krzyżanowska (Joanna),
- Zofia Jaroszewska (Demeter),
- Jerzy Stuhr (Wysocki),
- Stefan Szramel (Gendre),
- Stanisław Gronkowski (Kuruta),
- Bolesław Smela (Makrot),
- Adam Romanowski (oficer kijasjerów),
- Aleksander Fabisiak (podchorąży),
- Maciej Szary (Goszczyński),
- Leszek Piskorz (Nabielak; także wykonanie pieśni Łukasińskiego),
- Marek Litewka (student),
- Tadeusz Bradecki (student),
- Tadeusz Jurasz (Frieze - kamerdyner),
- Zofia Niwińska (reżyser teatru rozmaitości),
- Jerzy Fedorowicz (Faust),
- Ewa Kolasińska (Małgorzata),
- Mieczysław Grąbka (Mefisto - Kudlicz),
- Edward Lubaszenko (generał Chłopicki),
- Marcin Sosnowski (oficer Dąbrowski),
- Roman Stankiewicz (Lelewel),
- Margita Dukiet (siostra Lelewela),
- Jerzy Święch (Bronikowski),
- Ryszard Łukowski (porucznik Czechowski),
- Andrzej Hudziak (porucznik Zaliwski),
- Jan Piechociński (młody Gendre),
- Andrzej Buszewicz (Wincenty Krasiński),
- Piotr Zaborowski (chłopak),
- Tadeusz Huk (Lubowidzki),
- Edward Dobrzański (generał Potocki),
- Teodor Gendera (generał Nowicki),
- Wiesław Nowosielski (woźnica),
- Janusz Kijowski (Łukasiński),
- Barbara Bosak (Pallas Atena),
- Ewa Ciepiela (Nike Napoleonidów),
- Monika Niemczyk (Nike spod Salaminy),
- Elżbieta Willówna (Nike spod Termopil),
- Elżbieta Karkoszka (Nike spod Cheronei),
- Anna Dymna (Kora),
- Wanda Kruszewska (przodownica chóru boginek),
- Juliusz Grabowski (Satyr),
- Wiesław Wójcik (Satyr)

## Twórcy
- Reżyseria: Andrzej Wajda
- Współpraca reżyserska: Anna Minkiewicz, Edward Kłosiński
- Scenografia: Krystyna Zachwatowicz
- Muzyka: Zygmunt Konieczny
- Wykonanie muzyki: Orkiestra Filharmonii Krakowskiej
- Dyrygent: Jerzy Katlewicz